# Bird Cage Theatre
El Bird Cage Theatre fue un teatro y saloon ubicado en la ciudad de Tombstone (estado de Arizona). Operó de manera intermitente desde diciembre de 1881 hasta 1894. Cuando cerraron las minas de plata de los alrededores, especialmente Goodenough, el establecimiento también terminó clausurando. Fue reabierto y alquilado como cafetería a partir de 1934.

## Historia
Fue inaugurado el 26 de diciembre de 1881. Sus primeros propietarios fueron Lottie y William "Billy" Hutchinson, artistas de variedades. Originalmente tenían la intención de presentar espectáculos familiares respetables como los que habían visto en San Francisco, que estaban abarrotados de grandes multitudes. Tras la apertura del teatro, organizaron así una "Noche de Damas" para las mujeres respetables de Tombstone, que pudieron asistir de forma gratuita. Pero la economía de Tombstone no respaldaba sus aspiraciones. Pronto cancelaron dichos eventos y comenzaron a ofrecer entretenimiento básico que atraía solo a la ruda multitud de mineros.

### Entretenimiento

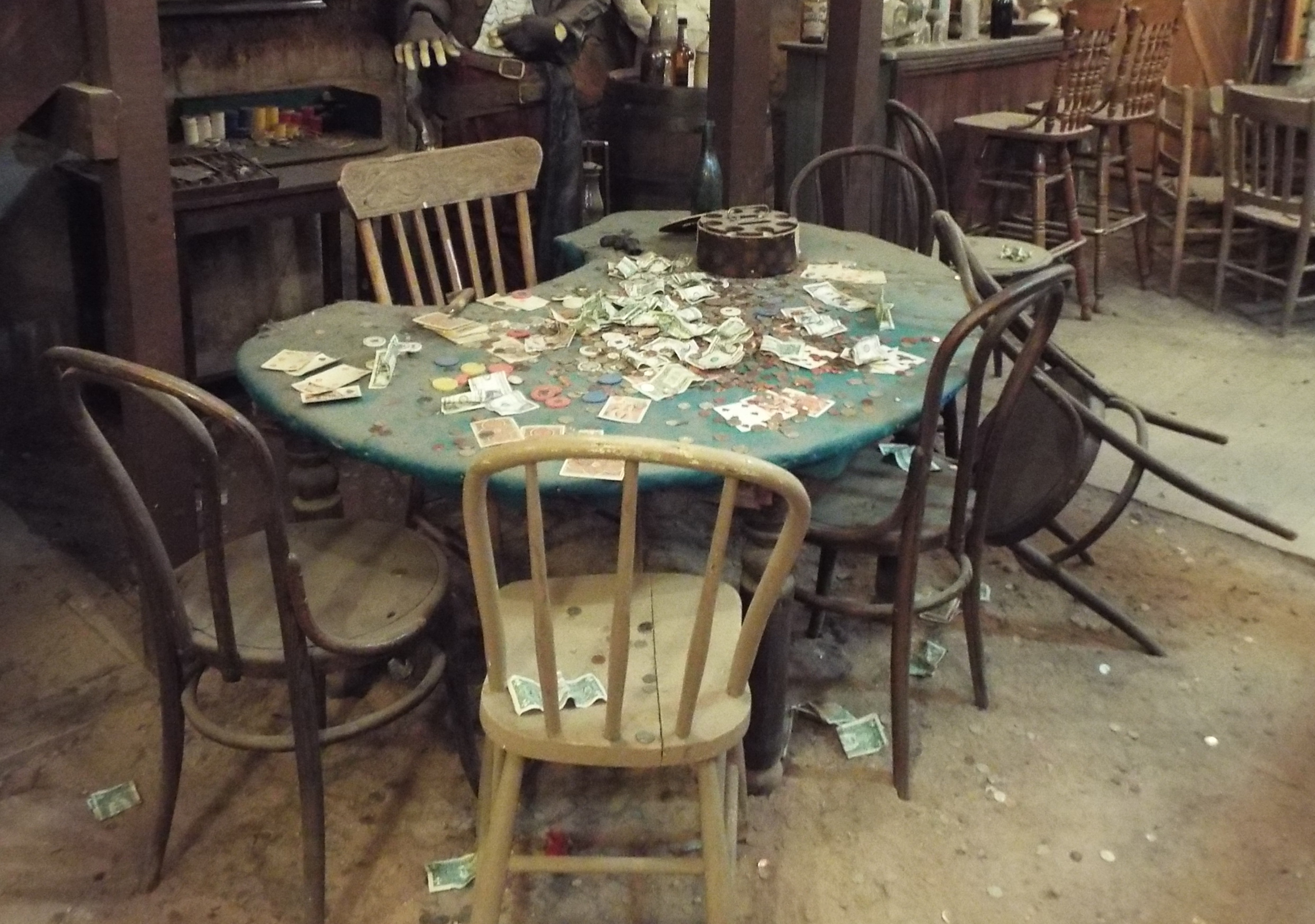
La mesa de póker del Bird Cage Theatre, que se mantenía en activo todo el día.

Uno de los primeros actos en el Bird Cage Theatre fue el de Mademoiselle De Granville, seudónimo usado por Alma Hayes, a quien se la conocía como la "Mujer Hércules" o "la mujer de la mandíbula de hierro". Realizó proezas de fuerza, especializándose en levantar objetos pesados con los dientes. Otros actos incluyeron al dúo cómico irlandés Burns and Trayers (John H. Burns y Matthew Trayers), la cantante cómica Irene Baker, Carrie Delmar, una cantante de lírica y la comediante Nola Forest. El entretenimiento incluyó bailes de disfraces con artistas travestidos, como los comediantes David Waters y Will Curlew. Los mineros podían beber y bailar toda la noche si así lo deseaban.

### La partida de póker más larga de la historia
En su sótano tenía lugar la timba de póker más larga, en activo, de la historia. Aquellos que deseaban jugar tenían que pagar un adelanto de mil dólares de la época por adelantado. Entre las personas notables que jugaron este juego en particular se encontraban George Hearst, Diamond Jim Brady, Adolphus Busch, Bat Masterson, Doc Holliday o Wyatt Earp, estos dos últimos partícipes del célebre tiroteo en el O.K. Corral. El juego de póker se jugaba continuamente las 24 horas del día, 7 días de la semana. Continuó desde 1881 hasta 1889 durante un total de ocho años. Se estima que se intercambiaron aproximadamente 10 millones en el juego durante los ocho años que duró y que Bird Cage retuvo el diez por ciento de ese dinero.

### Cierre
En marzo de 1882, los mineros de Grand Central toparon con agua a una profundidad de 190 metros. Al principio, el flujo no era lo suficientemente grande como para detener el trabajo, pero el bombeo constante con bombas pronto resultó insuficiente. Los depósitos de mineral de plata que buscaban pronto quedaron bajo el agua. Ante la pérdida de clientes, los Hutchinson vendieron el local a Hugh McCrum y John Stroufe. Con el nuevo equipo vino un tal Bignon, quien venía de dirigir el Theatre Comique en San Francisco y actuó como actor de cara negra y bailarín de zuecos. Rehabilitó el edificio y lo renombró como Teatro Elite. Contrató nuevos actores, entre ellos a su esposa, conocida como "Big Minnie", ya medía 1,80 m. de altura y pesaba 100 kg. Llevaba medias rosas y cantaba, bailaba y tocaba el piano.
Respecto al trabajo de las minas, los propietarios siguieron bombeando agua durante algún tiempo más, hasta que el 26 de mayo de 1886, el polipasto y la planta de bombeo de la mina Grand Central acabaron ardiendo. Cuando el precio de la plata bajó a 90 centavos la onza meses más tarde, las minas restantes despidieron trabajadores. Muchos residentes de Tombstone se marcharon a las grandes urbes en busca de prosperidad. Con ello, el antiguo teatro Bird Cage entraba en quiebra y cerraba sus puertas en 1892.

## Turismo paranormal
Desde su cierre hasta la actualidad, el Bird Cage Theatre ha sido lugar de rumores, informes y anécdotas que hablan de que el teatro está embrujado, lo que ha añadido valor al entorno de Tombstone, que hace que el sitio reciba turistas gracias a dichas leyendas. Como tal, ha aparecido en los programas Ghost Hunters (2006), Buscadores de fantasmas (2009 y 2015), Ghost Lab (2009) y Realidad o montaje: Casos paranormales.

## Galería de imágenes

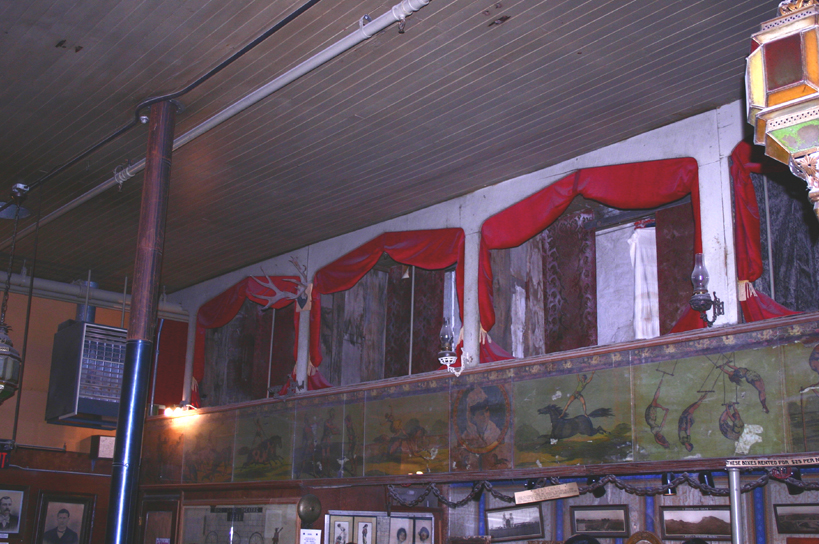
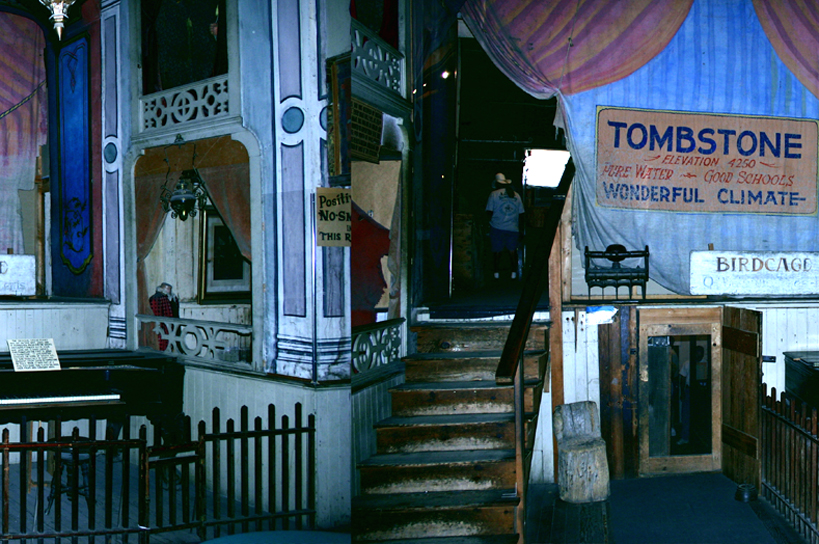
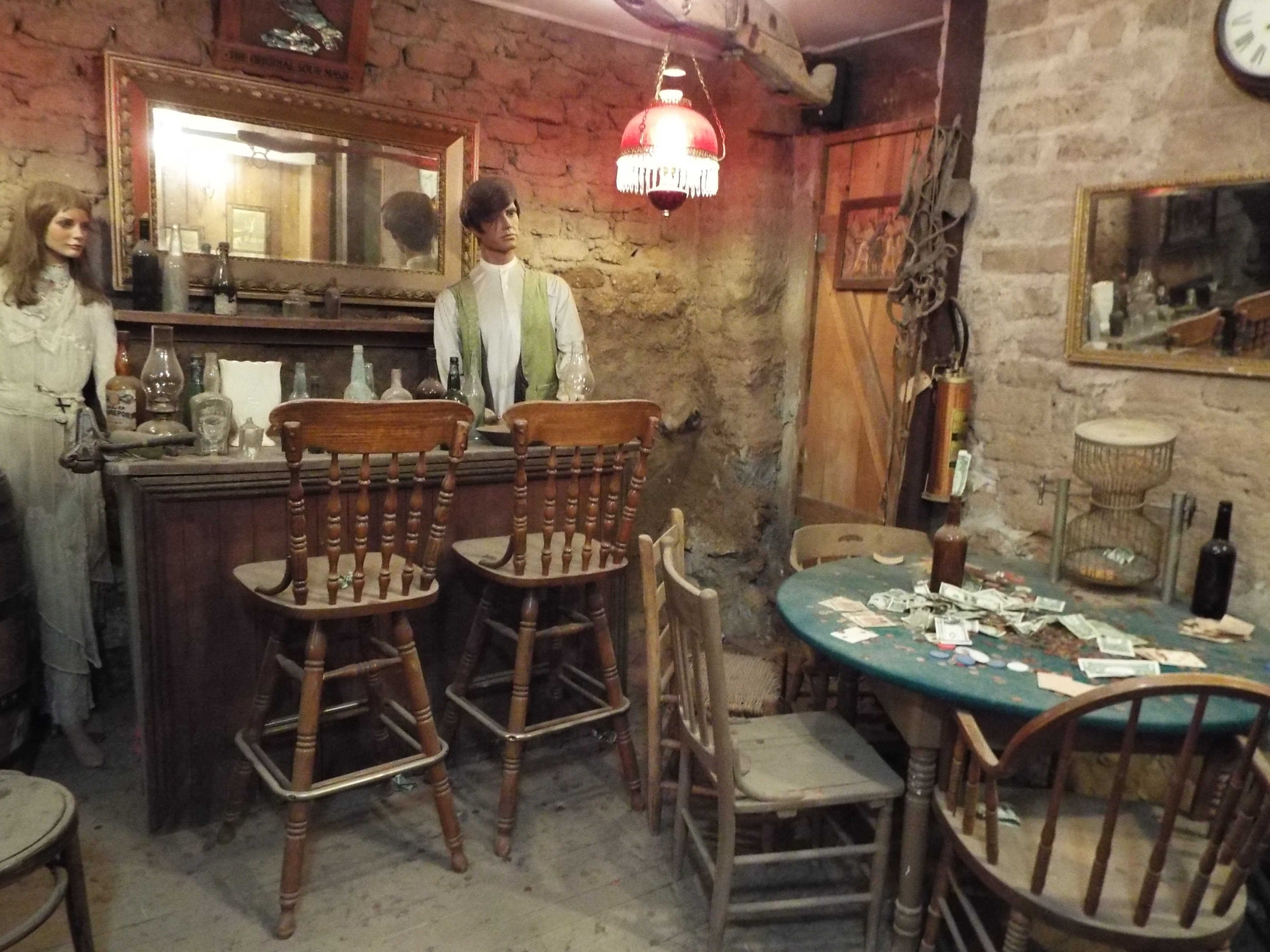
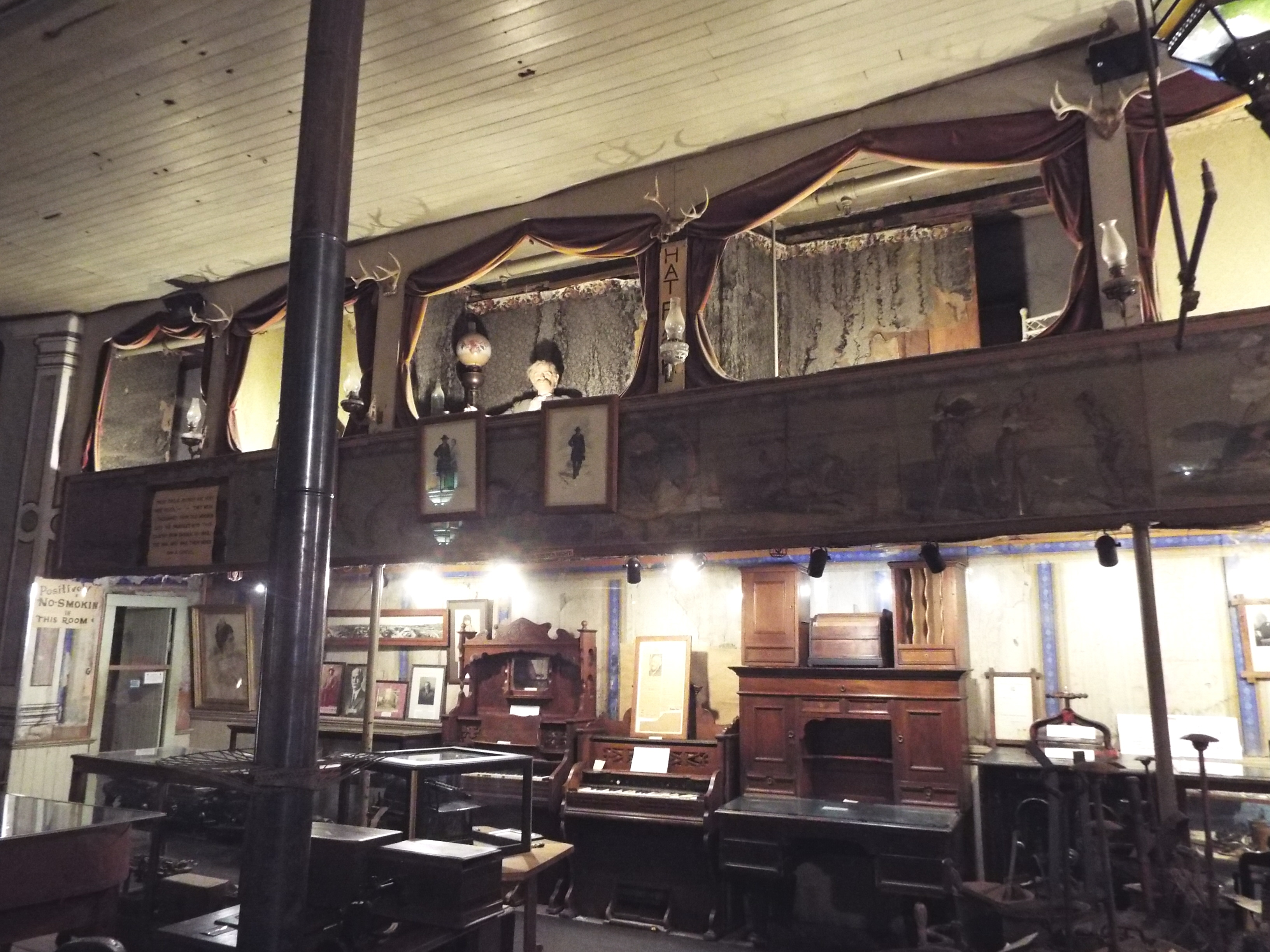
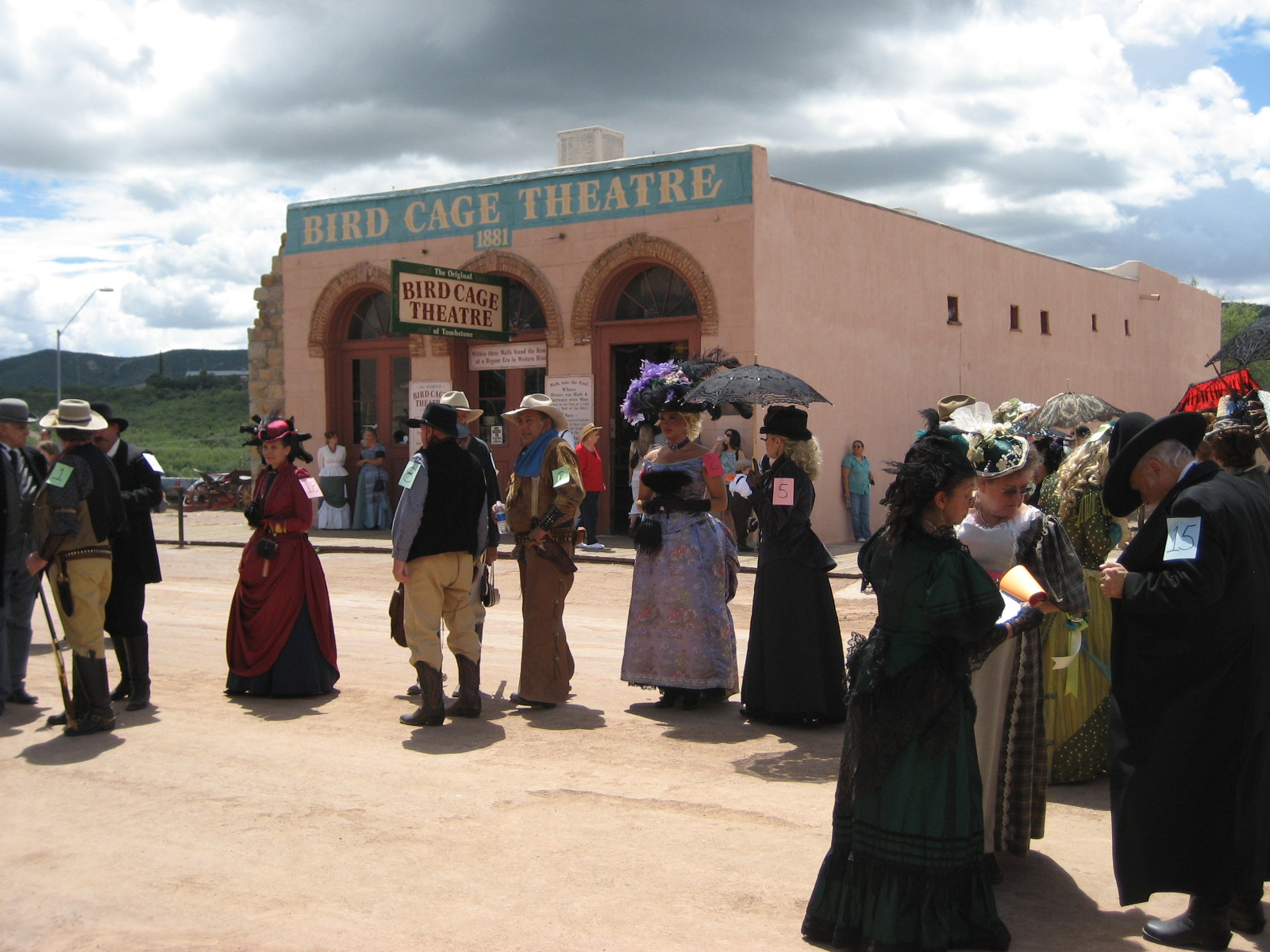